# Podrazumevana logika
Podrazumevana logika je nemonotona logika koju je predložio Rejmond Rajter za formaliziranje razmišljanja sa zadanim pretpostavkama.
Zadana logika može izraziti činjenice poput „prema zadanim postavkama, nešto je istina”; nasuprot tome, standardna logika može samo izraziti da je nešto istinito ili da je nešto lažno. To je problem, jer rasuđivanje često uključuje činjenice koje su istinite u većini slučajeva, ali ne uvek. Klasičan primjer je: „ptice obično lete”. Ovo se pravilo može izraziti standardnom logikom ili sa „sve ptice lete”, što nije u skladu s činjenicom da pingvini ne lete, ili sa „sve ptice koje nisu pingvini i nisu nojevi i ... lete”, što zahteva sve iznimke od pravila koje treba specificirati. Zadana logika ima za cilj formalizovanje pravila zaključivanja poput ovog bez eksplicitnog spominjanja svih njihovih iznimaka.

## Sintaksa podrazumevane logike
Podrazumevana teorija je par {\displaystyle \langle W,D\rangle }. W je skup logičkih formula, nazvanih pozadinska teorija, koje formalizuju činjenice koje su sigurno poznate. D je skup podrazumevanih pravila, od kojih je svako u obliku:
{\displaystyle {\frac {\mathrm {Preduslov:Opravdanje} _{1},\dots ,\mathrm {Opravdanje} _{n}}{\mathrm {\text{Zaključak}} }}}
Prema ovom podrazumevanom podešavanju, ako se veruje da je Preduslov tačan, i svako {\displaystyle \mathrm {Opravdanje} _{i}} za {\displaystyle i=1,\dots ,n} je u skladu sa našim trenutnim uverenjima, navodi nas da verujemo da je Zaključak istinit.
Logičke formule u W i sve formule u podrazumevanoj vrednosti prvobitno su pretpostavljene kao logičke formule prvog reda, ali potencijalno mogu biti formule u proizvoljnoj formalnoj logici. Slučaj u kome su to formule u propozicionoj logici je jedan od najproučavanijih.

### Primeri
Podrazumevano pravilo „ptice obično lete“ je formalizovano sledećim podrazumevanim:
{\displaystyle D=\left\{{\frac {\mathrm {Ptica} (X):\mathrm {Leti} (X)}{\mathrm {Leti} (X)}}\right\}}
Ovo pravilo znači da, „ako je X ptica, i može se pretpostaviti da leti, onda se može zaključiti da leti”. Osnovna teorija koja sadrži neke činjenice o pticama je sledeća:
{\displaystyle W=\{\mathrm {Ptica} (\mathrm {Kondor} ),\mathrm {Ptica} (\mathrm {Pingvin} ),\neg \mathrm {Leti} (\mathrm {Pingvin} ),\mathrm {Leti} (\mathrm {\text{Pčela}} )\}}.
Prema ovom podrazumevanom pravilu, kondor leti jer je preduslov  Ptica(Kondor) tačan i opravdanje Leti(Kondor) nije u suprotnosti sa onim što je trenutno poznato. Naprotiv, Ptica(Pingvin) ne dozvoljava zaključivanje Leti(Pingvin): čak i ako je preduslov podrazumevanog Ptica(Pingvin) tačan, opravdanje Leti(Pingvin) nije u skladu sa onim što je poznato. Iz ove pozadinske teorije i ovog podrazumevanog, Ptica( \text{Pčela} ) se ne može zaključiti, jer podrazumevano pravilo dozvoljava samo izvođenje Leti(X) iz Ptica(X), ali ne i obrnuto. Izvođenje antecedenta pravila zaključivanja iz konsekvenca je oblika objašnjenja posledica i cilj je abduktivnog rasuđivanja.
Uobičajena podrazumevana pretpostavka je da se veruje da je ono što nije poznato nije tačno. Ovo je poznato kao pretpostavka zatvorenog sveta i formalizovana je u podrazumevanoj logici koristeći podrazumevanu vrednost kao što je sledeća za svaku činjenicu F.
{\displaystyle {\frac {:{\neg }F}{{\neg }F}}}
Na primer, kompjuterski jezik Prolog koristi neku vrstu podrazumevane pretpostavke kada se bavi negacijom: ako se ne može dokazati da je negativan atom tačan, onda se pretpostavlja da je netačan. Treba imati na umu, međutim, da Prolog koristi takozvanu negaciju kao neuspeh: kada tumač mora da proceni {\displaystyle \neg F}, pokušava da dokaže da je F tačno i zaključuje da je {\displaystyle \neg F} istina ako ne uspe. U podrazumevanoj logici, umesto toga, podrazumevana vrednost koja ima {\displaystyle \neg F} kao opravdanje može se primeniti samo ako je {\displaystyle \neg F} u skladu sa trenutnim znanjem.

### Ograničenja
Podrazumevano je kategorično ili bez preduslova ako nema preduslov (ili, ekvivalentno, njegov preduslov je tautološki). Podrazumevano je normalno ako postoji jedno opravdanje koje je ekvivalentno njegovom zaključku. Podrazumevano je supernormalno ako je i kategorično i normalno. Neizvršenje je polunormalno ako sva njegova opravdanja podrazumevaju njegov zaključak. Podrazumevana teorija se smatra kategoričkom, normalnom, supernormalnom ili polunormalnom ako su sve podrazumevane vrednosti koje sadrži kategorične, normalne, supernormalne ili polunormalne.

## Literatura
- P. Cholewinski, V. Marek, and M. Truszczynski (1996). Default reasoning system DeReS. In Proceedings of the Fifth International Conference on the Principles of Knowledge Representation and Reasoning (KR'96), pages 518-528.
- J. Delgrande and T. Schaub (2003). On the relation between Reiter's default logic and its (major) variants. In Seventh European Conference on Symbolic and Quantitative Approaches to Reasoning with Uncertainty (ECSQARU 2003), pages 452-463.
- J. P. Delgrande, T. Schaub, and W. K. Jackson (1994). „Alternative approaches to default logic”. Artificial Intelligence. 70: 167—237..
- G. Gottlob (1992). „Complexity results for nonmonotonic logics”. Journal of Logic and Computation. 2: 397—425..
- G. Gottlob (1995). „Translating default logic into standard autoepistemic logic”. Journal of the ACM. 42: 711—740..
- T. Imielinski (1987). „Results on translating defaults to circumscription”. Artificial Intelligence. 32: 131—146..
- T. Janhunen (1998). „On the intertranslatability of autoepistemic, default and priority logics, and parallel circumscription” (PDF). Архивирано из оригинала (PDF) 07. 09. 2017. г.. In Proceedings of the Sixth European Workshop on Logics in Artificial Intelligence (JELIA'98), pages 216-232.
- T. Janhunen (2003). „Evaluating the effect of semi-normality on the expressiveness of defaults”. Artificial Intelligence. 144: 233—250..
- H. E. Kyburg and C-M. Teng (2006). „Nonmonotonic Logic and Statistical Inference”. Computational Intelligence. 22 (1): 26—51..
- P. Liberatore and M. Schaerf (1998). The complexity of model checking for propositional default logics. In Proceedings of the Thirteenth European Conference on Artificial Intelligence (ECAI'98), pages 18–22.
- W. Lukaszewicz (1988). „Considerations on default logic: an alternative approach”. Computational Intelligence. 4 (1): 1—16..
- W. Marek and M. Truszczynski (1993). Nonmonotonic Logics: Context-Dependent Reasoning. Springer.
- A. Mikitiuk and M. Truszczynski (1995). Constrained and rational default logics. In Proceedings of the Fourteenth International Joint Conference on Artificial Intelligence (IJCAI'95), pages 1509-1517.
- P. Nicolas, F. Saubion and I. Stéphan (2001). „Heuristics for a Default Logic Reasoning System”. International Journal on Artificial Intelligence Tools. 10 (4): 503—523..
- R. Reiter (1980). „A logic for default reasoning”. Artificial Intelligence. 13: 81—132..
- T. Schaub, S. Brüning, and P. Nicolas (1996). XRay: A prolog technology theorem prover for default reasoning: A system description. In Proceedings of the Thirteenth International Conference on Automated Deduction (CADE'96), pages 293-297.
- G. Wheeler (2004). A resource bounded default logic. In Proceedings of the 10th International Workshop on Non-Monotonic Reasoning (NMR-04), Whistler, British Columbia, 416-422.
- G. Wheeler and C. Damasio (2004). An Implementation of Statistical Default Logic. In Proceedings of the 9th European Conference on Logics in Artificial Intelligence (JELIA 2004), LNCS Series, Springer, pages 121-133.

## Spoljašnje veze
- Schmidt, Charles F. „RCI.Rutgers.edu”. Архивирано из оригинала 14. 08. 2004. г. Приступљено 10. 8. 2004., Default Logic..
- Ramsay, Allan (1999). „UMIST.ac.uk”. Архивирано из оригинала 30. 03. 2004. г. Приступљено 10. 8. 2004., Default Logic..
- Stanford.edu, Defeasible reasoning, Stanford Encyclopedia of Philosophy.